# 上澤津孝
上澤津 孝（かみさわつ たかし、1966年9月1日 - ）は日本の歌手、作家、音楽プロデューサー、実業家。大阪府出身。

## 来歴
1988年、ロカビリーバンド「MAGIC」を結成
2001年、元MAGICギタリスト山口憲一と「wface」結成
2003年、「JAZZBILLY」を結成
2007年、沖縄へ移住
2013年、株式会社オキロック設立

## 出演
- 1994年日本テレビ系ドラマ「横浜心中」

## 楽曲提供

### 作詞
- 織田裕二「夜に叫んだ」
- 中森明菜「TOKYO ROSE」

### 作曲
- 伴晋作 and BLACK CATS「エデンの東へ〜47才」
- MASAMI（TOKYO CATS）「MOONLIGHT DANCER」